# Renault Fluence
Renault Fluence är en personbil, tillverkad av den franska biltillverkaren Renault mellan 2009 och 2020. Modellen tillverkades i Renaults fabriker i Turkiet och Argentina. Den tillverkades även av dotterbolaget Renault Samsung Motors i Sydkorea under namnet Renault Samsung SM3.

## Renault Fluence
Renault Fluence presenterades på bilsalongen i Frankfurt hösten 2009. Bilen är en sedan-version av halvkombin Mégane. Fluence är avsedd att säljas i Östeuropa, Asien och Sydamerika där kunderna främst efterfrågar sedaner, men den säljs även i Västeuropa.

## Renault Fluence Z.E.
Fluence Z.E. är en elbil baserad på Fluence-modellen, där Z.E. står för Zero Emission, eller ”nollutsläpp”. Förbränningsmotorn är utbytt mot en elmotor. Bilens batterier är placerade ovanför bakaxeln, mellan passagerarutrymmet och bagagerummet och karossen är förlängd för att bibehålla bagagevolymen.
Bilens batterier leasas ut av företaget Better Place, som även bygger stationer där urladdade batteripackar kan bytas mot fulladdade. Litium-jonbatteriet på 22 kWh laddas annars på 8 timmar med 230 V enfas hushållsspänning. De kan även snabbladdas på en halvtimme, men då endast via ett 400 V trefasuttag. Bilens räckvidd anges till 160 km. Z.E. såldes i Europa mellan 2011 och 2014, medan tillverkningen i Sydkorea fortsatte fram till 2019.

## Motorer
| Modell  | Motor               | Cylindervolym | Effekt | Vridmoment | Bränslesystem      |
| ------- | ------------------- | ------------- | ------ | ---------- | ------------------ |
| 1.5 dCi | 4-cyl radmotor DOHC | 1461 cm³      | 90 hk  | 200 Nm     | Turbodiesel        |
| 1.5 dCi | 4-cyl radmotor DOHC | 1461 cm³      | 110 hk | 240 Nm     | Turbodiesel        |
| 1.6     | 4-cyl radmotor DOHC | 1598 cm³      | 110 hk | 151 Nm     | Bränsleinsprutning |
| 2.0     | 4-cyl radmotor DOHC | 1997 cm³      | 140 hk | 195 Nm     | Bränsleinsprutning |
| Z.E.    | Synkronmotor        |               | 94 hk  | 226 Nm     | Elmotor            |

## Bilder

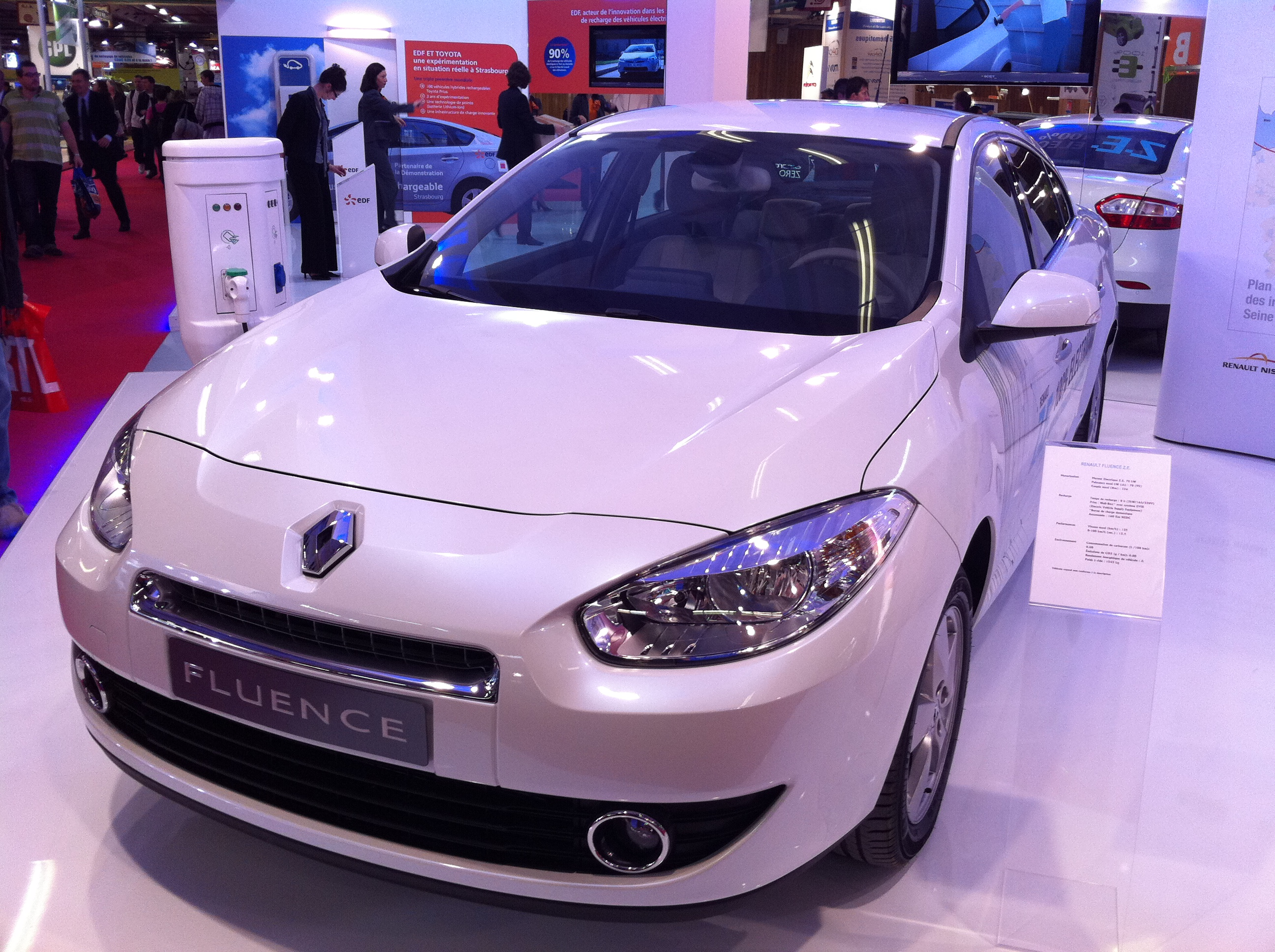
Renault Fluence Z.E.
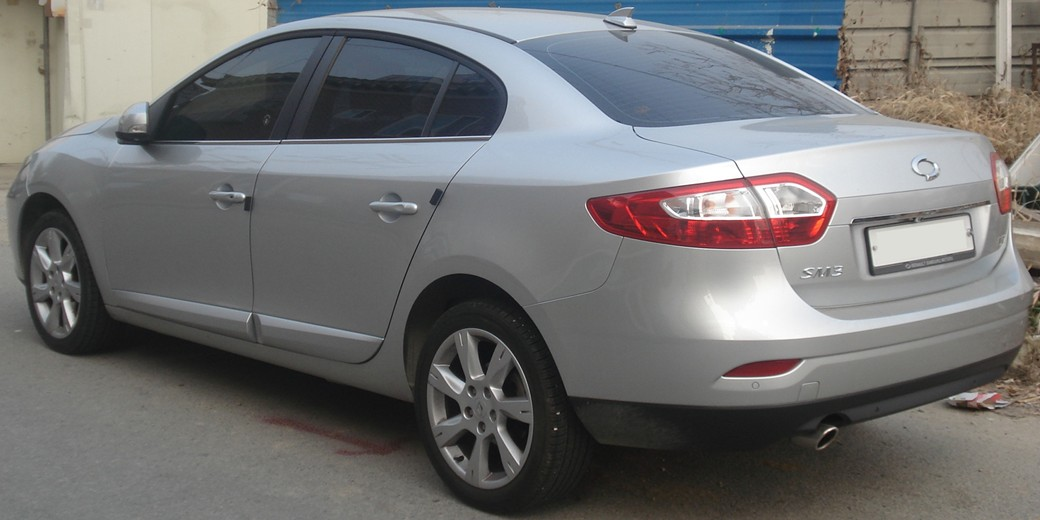
Renault Samsung SM3